# Запечаћена соба
Запечаћена соба (енгл. The Sealed Room) амерички је неми хорор филм из 1909. године, редитеља Дејвида В. Грифита, са Артуром В. Џонсоном, Марион Леонард, Хенријем Б. Волтхолом, Мери Пикфорд и Маком Сенетом у главним улогама. Представља адаптацију кратких прича Онореа де Балзака и Едгара Алана Поа.
Филм је премијерно приказан 2. септембра 1909. године, у дистрибуцији продуцентске куће Biograph Company.

## Радња
Гроф наређује да се за њега и његову конкубину сагради удобно и изоловано љубавно гнездо на двору. Међутим, када је ухвати у превари, он наређује да и њу и њеног љубавника зазидају у истој просторији. Док љубавници безнадежно моле да их пусти, полако остају без ваздуха и умиру.

## Улоге
| Глумац            | Улога           |
| ----------------- | --------------- |
| Артур В. Џонсон   | гроф            |
| Марион Леонард    | грофица         |
| Хенри Б. Волтхол  | музичар         |
| Линда Арвидсон    | дворска дама    |
| Вилијам Џ. Батлер | племић на двору |
| Вернер Кларџиз    | племић на двору |
| Овен Мур          | племић на двору |
| Џорџ Николс       | радник          |
| Ентони О'Саливан  | радник          |
| Мери Пикфорд      | дворска дама    |
| Гертруда Робинсон | дворска дама    |
| Мак Сенет         | војник          |
| Џорџ Сигман       | племић на двору |